# Harald III Srogi
Harald III Srogi Harald Hårdråde (ur. przed 1015, zm. 25 września 1066) – król Norwegii w latach 1045–1066.
Był najmłodszym z trzech synów Sigurda Syra, króla Ringerike w południowo-wschodniej części Norwegii, i Asty Gudbrandsdatter, wdowy po Haraldzie Grenske, królu Vestfoldu. W 1044 roku ożenił się z Elżbietą, córką księcia kijowskiego Jarosława Mądrego.

## Młodość
Jeszcze jako młodzieniec brał udział w bitwie pod Stiklestad (1030), w której klęskę i śmierć z rąk norweskich zwolenników króla Danii i Anglii Kanuta I Wielkiego, poniósł jego przyrodni brat król Norwegii Olaf II Święty. Obawiając się zemsty Kanuta, umknął z Norwegii i schronił się na dworze Jarosława Mądrego. W 1031 uczestniczył w ruskiej wyprawie przeciwko królowi Polski Mieszkowi II, gdy ten prowadził wojnę z cesarzem Konradem II.

## Bizancjum
Trzy lata później udał się z 500 wojami do Bizancjum, gdzie najął się do cesarskiej armii. Jako dowódca zaciężnego oddziału walczył w Afryce, Italii, na Sycylii, w Azji Mniejszej i na Morzu Egejskim. W latach 1040–1041 uczestniczył w tłumieniu powstania Bułgarów. Wiosną 1042, już jako dowódca elitarnej gwardii wareskiej, brał udział w obaleniu cesarza Michała V, po czym postanowił opuścić Bizancjum. Jednak nowy cesarz, Konstantyn IX Monomach, nie chciał go puścić (według innej wersji nie chciała wyjazdu wikinga małżonka cesarza Zoe, z którą Harald miał mieć romans). W 1043 Harald zbiegł wraz ze zbrojnym oddziałem i zdobytymi podczas wieloletniej służby łupami (lub zrabowanym cesarskim skarbcem, jak chcą niektórzy) i ponownie trafił do księstwa Jarosława Mądrego.

## Powrót do Norwegii
W 1045 wrócił z majątkiem, oddaną drużyną i sławą do Norwegii. Jego krewny, król Norwegii Magnus I Dobry, uczynił go współrządcą. Wkrótce Haraldowi współrządzenie przestało odpowiadać i rozpoczął rywalizację z Magnusem. Jednakże zawładnięcie przez Swena II Estrydsena królewskim skarbcem Danii (1046), zmusiło Haralda do współpracy z Magnusem i zorganizowania wspólnej wyprawy. Wyprawa zakończyła się sukcesem, ale obfitowała w zatargi pomiędzy Magnusem i Haraldem.
Po powrocie z wyprawy Magnus zachorował i zmarł w Jutlandii. Przed śmiercią rozdzielił swoje królestwo: Harald został królem Norwegii, Swen Estrydsen królem Danii. Harald w 1048 założył Oslo. Ukrócił wpływy lokalnych wielmożów i tępił pozostałości pogaństwa. Od 1048 do 1064 prowadził wojnę z królem Danii, Swenem II Estrydsenem. Mimo wielu wygranych bitew (zniszczył m.in. w 1050 Hedeby, wówczas jeden z ważniejszych grodów w Danii), nie zdołał podbić jego królestwa.

## Inwazja na Anglię

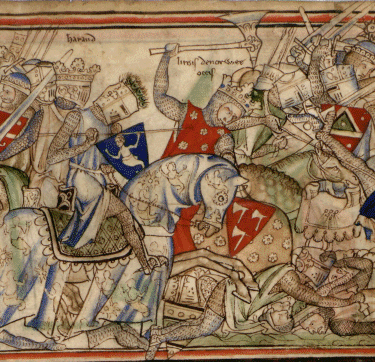
Śmierć Haralda III w bitwie pod Stamford Bridge

Gdy na początku 1066 zmarł król Anglii Edward Wyznawca, Harald zgłosił pretensje do tronu Anglii. Bowiem przed swą przedwczesną śmiercią król angielski Hardekanut zawiązał z królem norweskim Magnusem I umowę, która mówiła, iż gdyby któryś z nich zmarł bezpotomnie, tron po nim odziedziczy ten drugi. Jeszcze za życia Edwarda Wyznawcy, następcy Hardekanuta, Magnus I próbował powoływać się na tamte ustalenia. Harald, jako następca Magnusa, miał więc uzasadnione roszczenia do tronu angielskiego. Dlatego też wyruszył na Brytanię. Wygrał kilka potyczek, zdobył York, ale pod Stamford Bridge został zaskoczony przez następcę Edwarda, Harolda II Godwinsona, i zginął podczas bitwy trafiony strzałą w gardło.
Harald Sigurdsson zwany jest często „ostatnim wikingiem”. Był budzącym postrach olbrzymem (miał 210 cm wzrostu), żarliwie religijnym, który jednak nie wahał dopuszczać się rozlicznych okrucieństw (jego przydomek „Hardraada” oznacza bezwzględny). Adam z Bremy nazwał go „piorunem północy”.

## Rodzina
- Z małżeństwa z Elżbietą Harald III miał córkę Ingegardę, która poślubiła króla Danii Olafa I zwanego Głodem (zm. 1095), a po jego śmierci jej drugim mężem został król Szwecji Filip Hallstensson (zm. 1118). Nic nie wiadomo, by Ingegarda miała potomków. Drugą córką Haralda i Elżbiety była Maria, zaręczona z Eysteinem Orre, bratem Thory, nałożnicy Haralda. Eystein Orre zginął razem z Haraldem III w bitwie pod Stamford Bridge. Maria zmarła krótko po tej bitwie, z żalu po śmierci ojca i narzeczonego.
- Z nałożnicą Thorą Thorbergsdottir Harald III miał synów Magnusa II i Olafa III, którzy po śmierci ojca wspólnie rządzili Norwegią aż do śmierci Magnusa II w 1069, po tej dacie krajem samodzielnie władał Olaf III, który zyskał przydomek Pokojowy (zm. 1093).

## W kulturze

### Gry wideo
- W serii gier wideo Crusader Kings jednym z grywalnych władców jest Harald IV 'Hard Ruler' Yngling, przedstawiony jako król Norwegii[1].
- Postać wzorowana na Haraldzie pojawia się w grze Rise of Kingdoms[2].
- Harald jest jednym z przywódców frakcji w grze Civilization VI[3].

### Seriale
Harald pojawia się w serialu Wikingowie: Walhalla. Wcielił się w niego Leo Suter.